# Josef Köstlinger
Josef Köstlinger (* 24. Oktober 1946 in Braunau am Inn) ist ein österreichischer Tenor.

## Leben
Köstlinger besuchte die Lehrerbildungsanstalt Salzburg. 1968 kam er nach Schweden und nahm in Stockholm ein Gesangsstudium auf. Er wurde in den Kammerchor des Schwedischen Rundfunkorchesters engagiert. Er wirkte dort unter Eric Ericson. Er sang bei der Uraufführung der Oper Tintomara von Lars Johan Werle am 18. Jänner 1973. Bekannt wurde er 1975 in der Rolle des Tamino in Ingmar Bergmans Verfilmung der Mozartoper Die Zauberflöte.
1974 erhielt er den Ruf an das Landestheater Salzburg, wo er 30 Jahre hindurch auftrat. Er sang zunächst lyrische, später auch Buffo- und Charakterrollen. Er sang auch bei den Salzburger Festspielen.
Er wirkte bei mehreren Uraufführungen mit:
- 11. März 1984: Franz Hummel: König Übü am Landestheater Salzburg
- 20. November 1993: Gerhard Schedl: Glaube, Liebe, Hoffnung ebenfalls am Landestheater Salzburg

Er setzte sich immer für zeitgenössische Musik ein.
Er ist Vater der Schauspielerin Maria Köstlinger.